# Els Llivis
Els Llivis és un caseriu i dena del municipi de Morella (els Ports, País Valencià). La capital de la dena l'ostenta el Mas de Torre Querol i el 2009 tenia 15 habitants disseminats pels diversos massos.
La dena dels Llivis està situada al nord-oest del terme de Morella. Els seus límits són: al nord, la dena de la Vespa i a l'extrem nord-est, un petit espai de la dena del Coll i Moll; al sud, els termes de Castellfort (els Ports) i Ares (Alt Maestrat); a l'est, la dena de Muixacre i Coll i Moll; a l'oest, els termes de Castellfort i Cinctorres (els Ports).
Destaca l'Església de Sant Pere dels Llivis que fins als anys 1930 servia com a punt de partida del romiatge al Santuari de la Mare de Déu de la Font passant per Sant Pere de Castellfort.
La dena ocupa al voltant de 2.838 Ha. abastant una vintena de masos:
| - Mas de la Torre Querol (capital) - Mas d'Adell - Mas de Cardona - Mas de Cros - Mas del Garro - Mas de la Giroveta - Mas de Guardiola - Mas de Julian | - Mas dels Llivis - Mas de Pallarés - Mas de Marín - Mas de Marinet - Mas Nou - Mas de Modesto - Mas d'Olivares | - Mas de l'Oronal - Mas del Planet - Mas de Racó - Mas de la Solaneta - Mas de la Torre Blanca - Mas de Torre Montserrat - Mas de Torre Segura |